# Corfù (unità periferica)
L'unità periferica di Corfù (in greco Περιφερειακή ενότητα Κέρκυρας?) è una delle cinque unità periferiche in cui è divisa la periferia delle Isole Ionie.
Il territorio comprende le isole di Corfù, Paxò, Fanò, Merlera, Mathraki oltre a numerose isolette nel mare Ionio
Il capoluogo è la città di Corfù.

## Geografia antropica

### Suddivisioni amministrative
L'unità periferica è stata istituita il 1º gennaio 2011 a seguito dell'entrata in vigore della riforma amministrativa detta Programma Callicrate. Il territorio è uguale a quello della periferia omonima ed è suddivisa nei seguenti comuni (i numeri si riferiscono alla posizione del comune nella mappa qui a fianco):
- Corfù (1)
- Paxò (2)